# Wolfgang Schmidt (Historiker)
Wolfgang Schmidt (* 1958 in Regensburg) ist ein deutscher Militärhistoriker.

## Leben
Schmidt trat 1978 als Reserveoffizieranwärter in die Bundeswehr ein. Von 1980 bis 1985 studierte er Geschichte und Politische Wissenschaften an der Universität Regensburg mit dem Abschluss Magister. 1988 wurde er am dortigen Lehrstuhl für Bayerische Landesgeschichte (Wilhelm Volkert) als Stipendiat des Freistaates Bayern mit der Dissertation Die Garnisonstadt Regensburg im 19. und frühen 20. Jahrhundert zum Dr. phil. promoviert. Die Arbeit wurde mit dem Professor-Josef-Engert-Preis der Stadt Regensburg ausgezeichnet.
Von 1989 bis 1995 war er Lehrstabsoffizier für Militärgeschichte an der Offizierschule der Luftwaffe (OSLw) in Fürstenfeldbruck. 1995 kam er als Historiker-Stabsoffizier an das Militärgeschichtliche Forschungsamt (MGFA) in Potsdam. Ab 1999 war er Lehrbeauftragter am Otto-Suhr-Institut der FU Berlin, am Zentrum für Antisemitismusforschung der TU Berlin und an der Universität Potsdam (Studiengang „Military Studies“).
Von 2008 bis 2010 war er Leitdozent Militärgeschichte im Fachbereich Sicherheitspolitik und Strategie an der Führungsakademie der Bundeswehr (FüAkBw) in Hamburg. Seit 2010 ist er Leiter des dortigen Fachgebiets Gesellschaftsanalyse und Geschichte im Fachbereich Human- und Sozialwissenschaften. Seine Arbeitsschwerpunkte sind Militärgeschichte, Geschichte der Zivil-Militärischen Beziehungen und Kulturgeschichte der Streitkräfte. Er bekleidet derzeit den Dienstgrad eines Obersts der Luftwaffe.

## Schriften (Auswahl)

### Monografien
- Eine Stadt und ihr Militär. Regensburg als bayerische Garnisonsstadt im 19. und frühen 20. Jahrhundert (= Studien und Quellen zur Geschichte Regensburgs, Band 7). Mittelbayerische Druckerei- und Verlagsgesellschaft, Regensburg 1993, ISBN 3-927529-52-4.
- Historische Militärarchitektur in Potsdam heute. Hrsg. vom Militärgeschichtlichen Forschungsamt, Trafo Verlag, Berlin 2001, ISBN 3-89626-340-4.
- Integration und Wandel. Die Infrastruktur der Streitkräfte als Faktor sozioökonomischer Modernisierung in der Bundesrepublik 1955 bis 1975 (= Sicherheitspolitik und Streitkräfte der Bundesrepublik Deutschland, Band 6). Oldenbourg, München 2006, ISBN 978-3-486-57957-4.

### Herausgeberschaften
- mit Bernhard Chiari, Matthias Rogg: Krieg und Militär im Film des 20. Jahrhunderts (= Beiträge zur Militärgeschichte, Band 59). Im Auftrag des Militärgeschichtlichen Forschungsamts, Oldenbourg, München 2003, ISBN 3-486-56716-0.
- mit Bernd Lemke, Dieter Krüger, Heinz Rebhan: Die Luftwaffe 1950 bis 1970. Konzeption, Aufbau, Integration (= Sicherheitspolitik und Streitkräfte der Bundesrepublik Deutschland, Band 2). Oldenbourg, München 2006, ISBN 978-3-486-57973-4.
- mit Rudolf J. Schlaffer: Wolf Graf von Baudissin, 1907–1993. Modernisierer zwischen totalitärer Herrschaft und freiheitlicher Ordnung. Im Auftrag des Militärgeschichtlichen Forschungsamtes, Oldenbourg, München 2007, ISBN 978-3-486-58283-3.
- mit Jörg Echternkamp, Thomas Vogel: Perspektiven der Militärgeschichte. Raum, Gewalt und Repräsentation in historischer Forschung und Bildung (= Beiträge zur Militärgeschichte, Band 67). Im Auftrag des Militärgeschichtlichen Forschungsamtes, Oldenbourg, München 2010, ISBN 978-3-486-58816-3.
- mit Eberhard Birk, Heiner Möllers: Die Luftwaffe zwischen Politik und Technik (= Schriften zur Geschichte der Deutschen Luftwaffe, Band 2). Hartmann, Miles-Verlag, Berlin 2012, ISBN 978-3-937885-56-8.